# Demokrat Parti (1992)
Die Demokratische Partei (türkisch Demokrat Parti, kurz DP) war eine türkische politische Partei der gemäßigten Rechten. 
Im November 1992 trafen sich einige ehemalige Mitglieder der 1960 verbotenen Demokrat Parti auf dem sogenannten 5. Kongress und gründeten die Demokratische Partei unter gleichem Namen und Emblem neu. Sie wurde erst von Hayrettin Erkmen geleitet, aber der bekannteste Vorsitzende war Aydın Menderes, der Sohn von Adnan Menderes, der ab Februar 1994 zum dritten Vorsitzenden gewählt wurde. Er führte die Partei bis zu einem Verkehrsunfall 1996, der ihn lähmte.
Die wiedergegründete Demokratische Partei spielte keine große Rolle im politischen Geschehen der Türkei. So nahm die Partei lediglich bei den Parlamentswahlen im Jahr 1999 teil, wo sie mit nur 0,3 % der Stimmen klar an der 10-Prozent-Hürde scheiterte. Am 8. Mai 2005 schloss sich die Partei der Anavatan Partisi (Mutterlandspartei) an.

## Wahlergebnisse
| Wahljahr | Stimmen in Prozent | Sitze     |
| -------- | ------------------ | --------- |
| 1999     | 0,3                | 0 von 610 |